# Classica di San Sebastián 2016
La Classica di San Sebastián 2016, trentaseiesima edizione della corsa e valevole come ventesima prova dell'UCI World Tour 2016, si svolse il 30 luglio 2016, su un percorso di 220,2 Km. È stata vinta, in solitaria, dall'olandese Bauke Mollema in 5h31'00", alla media di 39,915 km/h, davanti a Tony Gallopin e Alejandro Valverde.
Sul traguardo di San Sebastián hanno completato il percorso 113 corridori.

## Squadre e corridori partecipanti
| N.    | Cod. | Squadra             |
| ----- | ---- | ------------------- |
| 1-8   | OBE  | Orica-BikeExchange  |
| 11-18 | TNK  | Tinkoff             |
| 21-28 | SKY  | Movistar Team       |
| 31-38 | BMC  | BMC Racing Team     |
| 41-48 | SKY  | Team Sky            |
| 51-58 | EQS  | Etixx-Quick Step    |
| 61-68 | KAT  | Team Katusha        |
| 71-78 | FDJ  | FDJ                 |
| 81-88 | LAM  | Astana              |
| 91-98 | TLJ  | Team Lotto NL-Jumbo |

| N.      | Cod. | Squadra                |
| ------- | ---- | ---------------------- |
| 101-108 | LAM  | Lampre-Merida          |
| 111-118 | TFS  | Trek-Segafredo         |
| 121-128 | TGA  | Team Giant-Alpecin     |
| 131-138 | CDD  | Cannondale-Drapac      |
| 141-148 | LTS  | Lotto-Soudal           |
| 151-158 | ALM  | AG2R La Mondiale       |
| 161-168 | IAM  | IAM Cycling            |
| 171-178 | DDD  | Team Dimension Data    |
| 181-188 | CJR  | Caja Rural-Seguros RGA |
| 191-198 | COF  | Cofidis                |

## Ordine d'arrivo (Top 10)
| Pos. | Corridore          | Squadra      | Tempo    |
| ---- | ------------------ | ------------ | -------- |
| 1    | Bauke Mollema      | Trek         | 5h31'00" |
| 2    | Tony Gallopin      | Lotto-Soudal | a 17"    |
| 3    | Alejandro Valverde | Movistar     | s.t.     |
| 4    | Joaquim Rodríguez  | Katusha      | a 22"    |
| 5    | Greg Van Avermaet  | BMC          | a 34"    |
| 6    | Gianluca Brambilla | Etixx        | s.t.     |
| 7    | Simon Yates        | Orica        | s.t.     |
| 8    | Tom Jelte Slagter  | Cannondale   | s.t.     |
| 9    | Nicolas Roche      | Sky          | s.t.     |
| 10   | Dries Devenyns     | IAM          | a 37"    |

### Classifica sprint
| Pos. | Corridore            | Squadra    | Punti |
| ---- | -------------------- | ---------- | ----- |
| 1    | Moreno Moser         | Cannondale | 6     |
| 2    | Davide Formolo       | Cannondale | 3     |
| 3    | José Joaquín Rojas   | Movistar   | 3     |
| 4    | Rigoberto Urán       | Cannondale | 2     |
| 5    | Jonathan Castroviejo | Movistar   | 2     |

### Classifica scalatori
| Pos. | Corridore          | Squadra    | Punti |
| ---- | ------------------ | ---------- | ----- |
| 1    | Moreno Moser       | Cannondale | 34    |
| 2    | Jaime Rosón        | Caja Rural | 18    |
| 3    | J. J. van Rensburg | Dimension  | 15    |
| 4    | Mikel Landa        | Sky        | 10    |
| 5    | Joaquim Rodríguez  | Katusha    | 6     |

### Classifica a squadre
| Pos. | Squadra             | Tempo     |
| ---- | ------------------- | --------- |
| 1    | Lotto-Soudal        | 16h34'57" |
| 2    | Etixx-Quick Step    | a 29"     |
| 3    | IAM Cycling         | a 59"     |
| 4    | Movistar Team       | a 1'04"   |
| 5    | Team Lotto NL-Jumbo | a 1'21"   |